# Jelena Grosjeva
Jelena Nikolajevna Grosjeva (ryska: Елена Николаевна Грошева), född den 12 april 1979 i Jaroslavl, Ryssland, är en rysk gymnast.
Hon tog OS-silver i lagmångkampen i samband med de olympiska gymnastiktävlingarna 1996 i Atlanta.